# سامي عبد الرازق
سامي عبد الرازق هو لاعب رماية مصري الجنسية. مثّل مصر في 2008 و2016 و2020.

## روابط خارجية
- سامي عبد الرازق على موقع الاتحاد الدولي (الإنجليزية)
- سامي عبد الرازق على موقع أوليمبيديا (الإنجليزية)